# ایرج امینی
ایرج امینی (زادهٔ ۱۳۱۴) دیپلمات ایرانی است. او سفیر کبیر ایران در تونس در دوران پهلوی و فرزند علی امینی نخست‌وزیر ایران در دوران محمدرضاشاه پهلوی است.
او تحصیل کردهٔ علوم اجتماعی در دانشگاه تهران و علوم سیاسی در دانشگاه جورج واشینگتن می‌باشد. وی بعد از اتمام تحصیلات عالیهٔ خود در ایران، فرانسه و آمریکا، در سال ۱۳۴۴ به وزارت امور خارجه راه یافت و به مأموریت‌های لندن و سفارت در تونس رفت. با انتقال به وزارت دربار، چند سال مشاور اشرف پهلوی بود و به همراه او در سفرهای بسیاری به خارج از کشور حضور داشت و همچنین در این مدت با سمت مشاور هیئت نمایندگی ایران در اجلاسیه‌های مجمع عمومی سازمان ملل متحد شرکت کرد و دو دوره مشاور دولت در اجلاسیه‌های مجمع عمومی سازمان ملل متحد بود. ایرج امینی با روی کار آمدن دولت ارتشبد ازهاری از سفارت استعفاء داد و با تشکیل دولت شاپور بختیار، ایران را ترک کرد. وی بعد از مهاجرت به فرانسه، به کارهای پژوهشی رو آورد و به تألیف و ترجمه آثاری از جمله «بر بال بحران: زندگی سیاسی علی امینی»، «ناپلئون و ایران»، «الماس کوه نور» و ترجمهٔ «جمهوری اول ترکیه» همت گماشت.